# Вер, Хью де, 4-й граф Оксфорд
Хью де Вер (англ. Hugh de Vere; примерно 1210 — декабрь 1263) — английский аристократ, 4-й граф Оксфорд с 1221 года.

## Биография
Хью де Вер был единственным сыном сын Роберта де Вера, 3-го графа Оксфорда, и Изабеллы де Болебек. После смерти отца в 1221 году он унаследовал обширные владения в ряде графств, титул графа Оксфорда и почётную придворную должность лорда великого кармергера. На тот момент Хью было примерно 10 лет, и до наступления совершеннолетия он находился под опекой матери. В 1231 году де Вер принёс королю вассальную присягу, формально вступив во владение наследством, и примерно тогда же был посвящён в рыцари. В качестве лорда великого камергера он принимал участие в коронации Элеоноры Провансской в 1236 году, в 1245 году получил титул барона Болебека.
Начиная с 1246 года граф Оксфорд выступал с критикой политики Генриха III, а в 1258 и 1259 годах бароны выбирали его участником комитетов, целью которых было ограничение королевской власти и разработка проектов реформ.
Хью де Вер был женат на Гевизе де Квинси, дочери Сэйра де Квинси, 1-го графа Уинчестера, и Маргарет Бомон. В этом браке родились:
- Роберт де Вер, 5-й граф Оксфорд;
- Изабелла де Вер; 1-й муж — сэр Джон Кортни; 2-й муж — Оливер де Дингэм;
- Лора де Вер; муж — Реджинальд д’Аржантен[5];
- Маргарет; муж — Хью де Кресси[6].